# Balakirevo
Balakirevo è una cittadina della Russia europea centrale, situata nella oblast' di Vladimir; appartiene amministrativamente al rajon Aleksandrovskij.
Si trova nella parte nordoccidentale della oblast', sulla linea ferroviaria che collega Aleksandrov e Jaroslavl', circa 200 chilometri a nordovest del capoluogo Vladimir.